# Autoserica jokona
Autoserica jokona är en skalbaggsart som beskrevs av Moser 1916. Autoserica jokona ingår i släktet Autoserica och familjen Melolonthidae. Inga underarter finns listade.